# Jeanne de Hanau-Münzenberg
La comtesse Jeanne de Hanau-Münzenberg (1610 – 13 septembre 1673), fille du comte Albert de Hanau-Münzenberg-Schwarzenfels et de la comtesse Ehrengard de Isenburg (1577 – 1637). Elle est membre de la lignée de Hanau-Münzenberg-Schwarzenfels qui était une branche cadette de Hanau-Münzenberg.

## Mariage
Jeanne de Hanau-Münzenberg s'est mariée marié deux fois, en septembre 1637 avec Wolfgang-Frédéric de Salm-Dhaun (1589 – 24 décembre 1638). Le mariage n'a pas de descendance et le 14 décembre 1646 avec le prince Manuel-Antoine de Portugal (1600 – 1666), un noble néerlandais-portugais lié avec la Maison d'Orange-Nassau. Leur relation a eu deux enfants :
1. Wilhelmine Amélie (1647 – 14 novembre 1647)
2. Élisabeth-Marie (20 novembre 1648 à Delft – 15 octobre 1717 à Vianen), mariée le 11 avril 1678 avec le baron Adrien de Gand (16 février 1645 à La Haye – 10 août 1708)

Les sources indiquent que la comtesse a apporté en peu pour le mariage. En raison de la Guerre de Trente Ans, la lignée de Hanau-Münzenberg-Schwarzenfels était devenu pauvre. Apparemment en 1633, la famille a dû s'échapper de la Burg Schwarzenfels, d'abord pour Worms et, plus tard, à Strasbourg, où ils ont lutté avec des problèmes financiers. C'est ce qui explique son âge relativement avancé pour le premier mariage.